# 红房子 (希农)

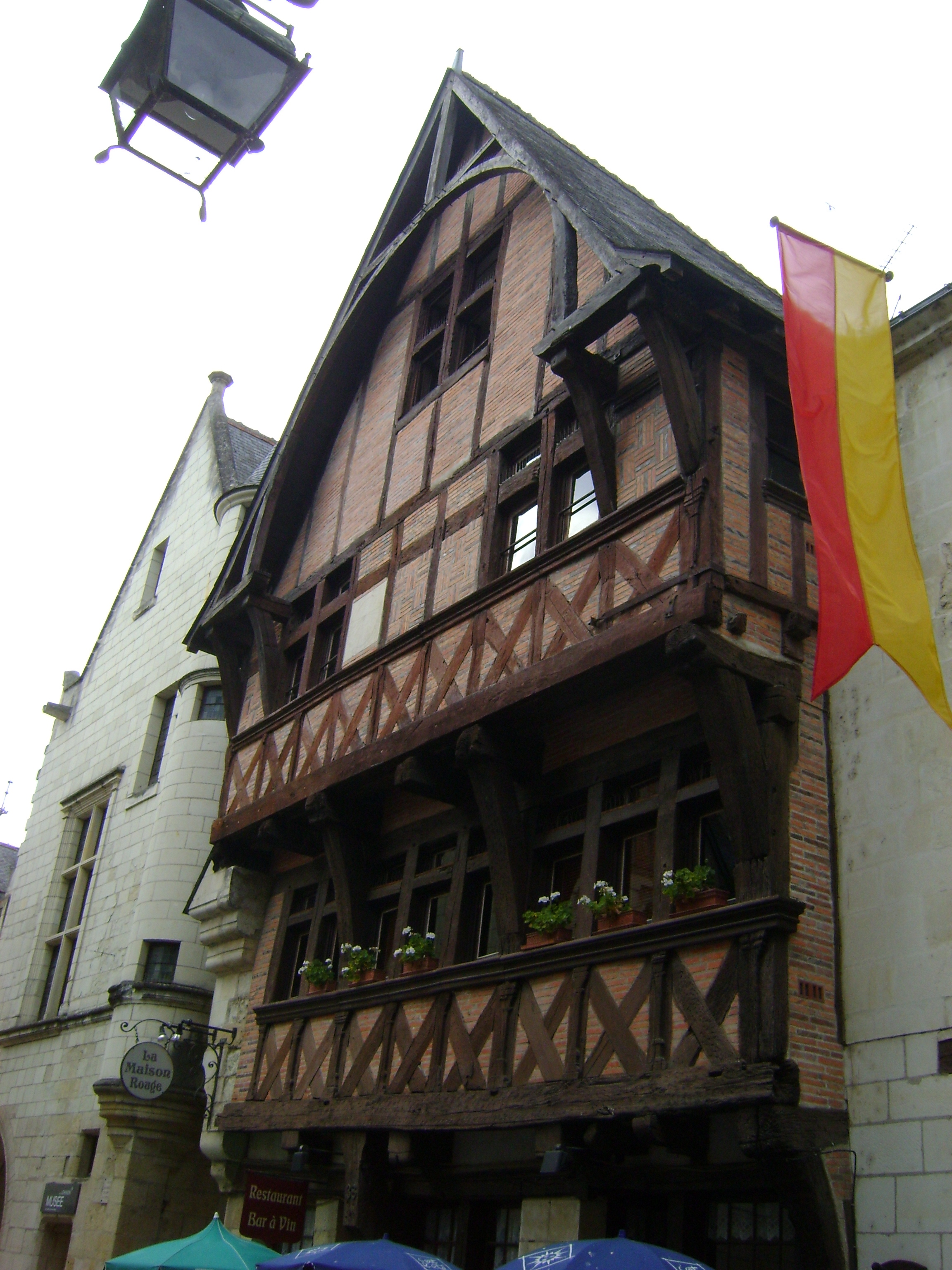

红房子（Maison rouge）是一座中世纪住宅建筑，建于14世纪，位于法国中央-卢瓦尔河谷大区安德尔-卢瓦尔省希农伏尔泰街（rue Voltaire）38号，在一个重要的拐角处大卡罗角（l'angle du Grand Carroi）。伏尔泰街是中世纪从西向东穿过城市的主要街道，仍然有大量的中世纪住宅。大卡罗角是中世纪城市活动的中心和重要地点。其木架和红砖砌筑的街道立面保持原貌，内部已完全重新设计。1926年11月12日，希农红房子列为法国历史遗迹。

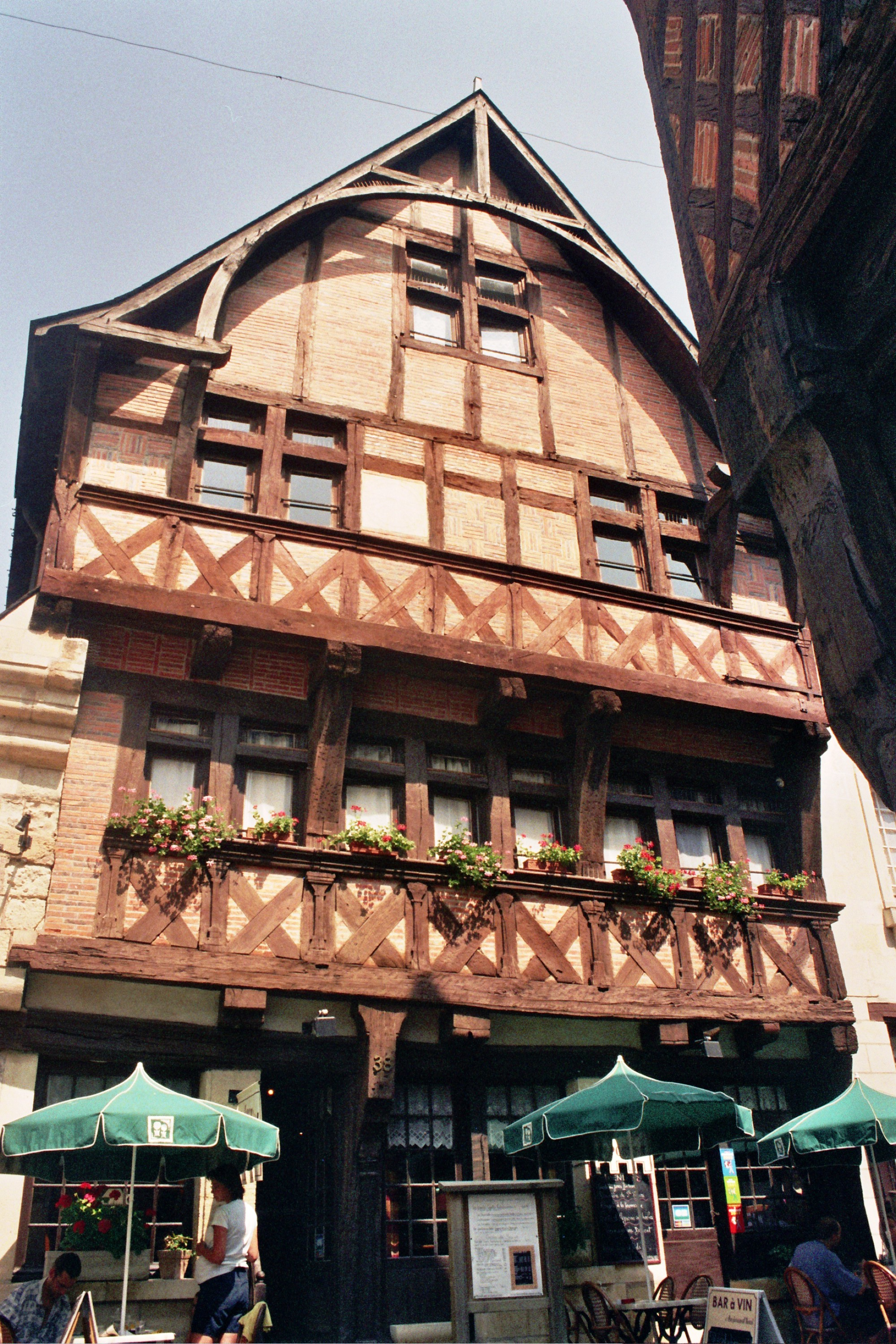